# Вилендер, Хайке
Хайке Вилендер (нем. Heike Wieländer, в замужестве Хайке Шва́ллер, нем. Heike Schwaller; род. 24 июля 1968, Филлинген-Швеннинген) — немецкая (после 2002 года — швейцарская) кёрлингистка.

## Достижения
- Чемпионат Европы по кёрлингу: золото (1989, 1995, 1998), серебро (1994), бронза (1996, 1997).
- Чемпионат Швейцарии по кёрлингу среди женщин: золото (2010).

## Команды
| Сезон     | Четвёртый           | Третий           | Второй                                   | Первый                                   | Запасной                                                                          | Турниры                              |
| --------- | ------------------- | ---------------- | ---------------------------------------- | ---------------------------------------- | --------------------------------------------------------------------------------- | ------------------------------------ |
| Германия  |                     |                  |                                          |                                          |                                                                                   |                                      |
| 1985      | Барбара Халлер      | Кристина Халлер  | Сабина Хут                               | Хайке Вилендер                           |                                                                                   | ЧЕЮ 1985 (7 место)                   |
| 1989      | Simone Vogel        | Кристина Халлер  | Хайке Вилендер                           | Сабина Белькофер                         | Михаэла Грайф                                                                     | ЧМЮ 1989 (7 место)                   |
| 1989—90   | Андреа Шёпп         | Моника Вагнер    | Кристина Халлер                          | Хайке Вилендер                           |                                                                                   | ЧЕ 1989                              |
| 1990—91   | Андреа Шёпп         | Моника Вагнер    | Кристина Халлер (ЧЕ) Хайке Вилендер (ЧМ) | Хайке Вилендер (ЧЕ) Кристина Халлер (ЧМ) | Барбара Халлер (ЧМ) тренер: Райнер Шёпп                                           | ЧЕ 1990 (4 место) ЧМ 1991 (5 место)  |
| 1994—95   | Андреа Шёпп         | Моника Вагнер    | Натали Несслер                           | Кристина Халлер (ЧЕ) Карина Майделе (ЧМ) | Хайке Вилендер тренер: Райнер Шёпп                                                | ЧЕ 1994 · ЧМ 1995 (4 место)          |
| 1995—96   | Андреа Шёпп         | Моника Вагнер    | Натали Несслер                           | Карина Майделе                           | Хайке Вилендер тренер: Райнер Шёпп                                                | ЧЕ 1995 · ЧМ 1996 (4 место)          |
| 1996—97   | Андреа Шёпп         | Моника Вагнер    | Натали Несслер                           | Карина Майделе                           | Хайке Вилендер тренер: Райнер Шёпп                                                | ЧЕ 1996 · ЧМ 1997 (6 место)          |
| 1997—98   | Андреа Шёпп         | Моника Вагнер    | Натали Несслер                           | Карина Майделе (ЧЕ) Хайке Вилендер (ЗОИ) | Хайке Вилендер (ЧЕ) Карина Майделе (ЗОИ) тренер: Райнер Шёпп                      | ЧЕ 1997 · ЗОИ 1998 (8 место)         |
| 1998      | Андреа Шёпп         | Натали Несслер   | Хайке Вилендер                           | Джейн Бок-Коуп                           | Андреа Шток тренер: Райнер Шёпп                                                   | ЧМ 1998 (5 место)                    |
| 1998—99   | Андреа Шёпп         | Натали Несслер   | Хайке Вилендер                           | Джейн Бок-Коуп                           | Андреа Шток тренер: Райнер Шёпп                                                   | ЧЕ 1998 · ЧМ 1999 (5 место)          |
| 1999—00   | Андреа Шёпп         | Натали Несслер   | Хайке Вилендер                           | Андреа Шток                              | Джейн Бок-Коуп тренер: Райнер Шёпп                                                | ЧЕ 1999 (5 место)                    |
| 2000—01   | Андреа Шёпп         | Натали Несслер   | Хайке Вилендер                           | Джейн Бок-Коуп                           | Андреа Шток тренер: Райнер Шёпп                                                   | ЧЕ 2000 (4 место) ЧМ 2001 (5 место)  |
| 2001      | Андреа Шёпп         | Натали Несслер   | Хайке Вилендер                           | Андреа Шток                              | Катя Вайссер тренер: Райнер Шёпп                                                  | ЧЕ 2001 (4 место)                    |
| 2001—02   | Натали Несслер      | Сабина Белькофер | Хайке Вилендер                           | Андреа Шток                              | Карин Фишер (ЗОИ) Катя Вайссер (ЧМ)                                               | ЗОИ 2002 (5 место) ЧМ 2002 (9 место) |
| Швейцария |                     |                  |                                          |                                          |                                                                                   |                                      |
| 2006—07   | Мануэла Корман      | Карин Маттей     | Хайке Шваллер                            | Emilie Mattille                          | Sandra Steuri                                                                     |                                      |
| 2008—09   | Мануэла Корман      | Джанет Хюрлиман  | Sandra Verdun-Steuri                     | Хайке Шваллер                            |                                                                                   |                                      |
| 2009—10   | Биния Фельчер-Беели | Коринн Буркин    | Sibille Buhlmann                         | Сандра Рамштайн                          | Ивонн Шлунеггер, Хайке Шваллер тренер: Гауденц Беели                              | ЧШЖ 2010                             |
| 2010      | Биния Фельчер-Беели | Коринн Буркин    | Хайке Шваллер                            | Сандра Рамштайн-Аттингер                 | Мариса Винкельхаузен тренеры: Гауденц Беели, Lorne Hamblin                        | ЧМ 2010 (10 место)                   |
| 2010—11   | Биния Фельчер       | Марлене Альбрехт | Франциска Кауфман                        | Кристине Урех                            | Сандра Рамштайн Хайке Шваллер Мартина Бауман A. Schlunegger тренер: Гауденц Беели | ЧШЖ 2011 (4 место)                   |

(скипы выделены полужирным шрифтом)

## Частная жизнь
Замужем, муж кёрлингист и тренер Андреас «Анди» Шваллер.